# David Battley
David Battley (Battersea, 5 novembre 1935 – Londra, 20 gennaio 2003) è stato un attore e comico britannico.

## Biografia
Conosciuto soprattutto per aver interpretato il personaggio di Stig O'Hara, membro della band fittizia The Rutles, nella serie televisiva Rutland Weekend Television, Battley morì nel 2003 a causa di un Infarto miocardico acuto. Dal 1971 fino alla sua morte è stato sposato con Sarah Hanrahan e ha avuto due figli, una dei quali è l'attrice Zoe S. Battley.

## Filmografia parziale

### Cinema
- Hotel Paradiso (1966)
- Mrs. Wilson's Diary (1969)
- The Waiters (1969)
- Crossplot (1969)
- Up the Chastity Belt (1971)
- Willy Wonka e la fabbrica di cioccolato (Willy Wonka & the Chocolate Factory) (1971)
- Rentadick (1972)
- Detective privato... anche troppo (Follow Me!) (1972)
- Vigo, passione per la vita (Vigo) (1998)
- Krull (1983)

### Televisione
- The Protectors – serie TV, episodio 1x14 (1964)
- The Benny Hill Show – serie TV, 1 episodio (1969)
- Caro papà (Father, Dear Father) – serie TV, 1 episodio (1971)
- Mr. Abbott e famiglia (Bless This House) – serie TV, 3 episodi (1973-1976)
- Saturday Night Live – serie TV, 1 episodio (1976)
- Mr. Bean – serie TV, 1 episodio (1995)

## Doppiatori italiani
Nelle versioni in italiano dei suoi lavori, David Battley è stato doppiato da:
- Massimo Giuliani in Krull